# Jenkowice (Środa Śląska)
Pour les articles homonymes, voir Jenkowice.
Jenkowice est une localité polonaise de la gmina de Kostomłoty, située dans le powiat de Środa Śląska en voïvodie de Basse-Silésie.